# That Touch of Mink
That Touch of Mink is een film uit 1962 onder regie van Delbert Mann.

## Verhaal
Cathy Timberlake ontmoet de man van haar dromen wanneer hij haar met zijn auto per ongeluk bezaait met modder. De man is Philip Shayne, een romantische zakenman. Ze worden verliefd. Alleen is er één probleem: Cathy wil trouwen en Philip niet!

## Rolverdeling
| Acteur         | Personage           |
| -------------- | ------------------- |
| Doris Day      | Cathy Timberlake    |
| Cary Grant     | Philip Shayne       |
| Gig Young      | Roger               |
| Audrey Meadows | Connie Emerson      |
| Alan Hewitt    | Dokter Gruber       |
| John Astin     | Mr. Everett Beasley |